# سیستم‌عامل تحت وب
سیستم‌عامل تحت وب «web operating system» شبیه یک سیستم‌عامل در اینترنت است و در واقع یک دسکتاپ مجازی است که به هیچ مکان فیزیکی متصل نیست و کاربران را قادر می‌کند که به آن از طریق مرورگر وب دسترسی داشته باشند. 
به‌طور معمول در شرکت‌های بزرگ در دسترس بودن منابع اطلاعاتی از اهمیت زیادی برخوردار است، بنابراین سیستم‌عامل‌های تحت وب یک راه مناسب برای به اشتراک گذاشتن منابع اطلاعاتی است و همچنین در دسترس بودن سیستم‌عامل در هر کجای دنیا را ممکن می‌سازد. 
این سیستم‌های عامل به‌عنوان نرم‌افزاری در مرورگر رایانه شخص مقابل اجرا می‌شود. به‌طور معمول سعی می‌شود تا محیط آن‌ها شبیه سیستم‌عامل‌های کنونی طراحی شود تا کار با آن‌ها به آسانی کار با یک سیستم‌عاملی که روی رایانه‌های خانگی نصب است، باشد. برنامه‌نویسان حرفه‌ای javascript و HTML برآن شدند تا اینکه سیستم‌های عاملی مانند سیستم‌عامل رایانه‌های شخصی را با سرعت بالا روی مرورگرها به نمایش در آورند.
در دسکتاپ آماده شده هسته هر بخش میزکار دارای نرم‌افزار مخصوص به‌خود است که از JavaScript برای ارسال عملیات سرور از طریق جاوااسکریپت استفاده می‌کند. این عملیات که هم‌زمان با عملیات ای‌جکس پیاده شده‌اند (مثل باز کردن یک نرم‌افزار) وضعیت‌های رخ داده را به سرور می‌فرستند. سرور سپس نتیجه آن عملیات یا وظیفه را با فرمت اکس‌ام‌ال به سمت کاربر می‌فرستد.
در بخش سرور از فایل‌های اکس‌ام‌ال برای ذخیره اطلاعات استفاده می‌کند. این موضوع نصب کاربر در سمت سرور را تسهیل می‌کند و به‌جز اطلاعات لازم برای کاربر نخست (که مدیر سیستم است) نصب و پیکربندی بسیار ساده‌ای برای دیگران خواهد داشت. اطلاعات هر کاربر در فایل‌های مختلف ذخیره می‌شود و بدین ترتیب، احتمال رخ دادن قحطی منابع در سیستم عامل به صفر می‌رسد.
این سیستم عامل‌ها می‌توانند در میان هواداران محاسبات ابری، هواداران زیادی پیدا کنند و هدف تولید سیستم عاملی است که از طریق هر سرور وبی در دسترس باشد. تنها نیازمندی برای استفاده از دسکتاپ تحت وب یک مرورگر وب است و امروزه روی هر دستگاهی که به اینترنت وصل می‌شود، دست کم یک مرورگر وب وجود دارد.
سیستم عامل تحت وب برمبنای معماری کلاینت – سرور می‌باشد که سیستم عامل به عنوان سرور و کلاینت‌ها معمولاً مرورگرهای اینترنتی هستند.

## محیط گرافیکی سیستم عامل‌های تحت وب
معمولا برنامه نویسان در هنگام طراحی محیط گرافیکی سیستم عامل‌های تحت وب جهت برقرار شدن هرچه بهتر ارتباط بین کاربر با سیستم، محیط را شبیه به یکی از سیستم عامل‌های رایج مانند ویندوز یا لینوکس طراحی می‌کنند و این کار باعث تسریع در کار با سیستم عامل می‌شود